# Натта, Энрикетто Вирджинио
Энрикетто Вирджинио Натта (итал. Enrichetto Virginio Natta; 10 января 1701, Казале-Монферрато, Монферратское герцогство — 29 июня 1768, Альба, Сардинское королевство) — итальянский кардинал, доминиканец. Епископ Альбы с 22 июля 1750 по 29 июня 1768. Кардинал-священник с 23 ноября 1761.